# 華江橋
華江橋，位於臺灣的一座公路橋樑，跨越新店溪與淡水河交匯處，位於省道台3線上，為聯結台北市萬華區華江里到新北市板橋區江子翠（江翠里）的主要橋梁之一，取兩地地名命名之。

## 興建沿革
台北至板橋間原來僅有光復橋相連，但是由於橋齡老舊已無法負荷板橋至台北間日益增加的交通量，華江橋為紓解光復橋（吊橋）車流量，於1966年5月興建，於1968年10月完工。台北端接和平西路三段，連接至板橋文化路二段，通車後拉近板橋與台北市間的距離，同時吸引大量人口移入板橋江子翠及新埔地區，加速了板橋人口成長，1970年已超過十萬人，使板橋得以在1972年升格為縣轄市。

當時，為配合光復橋同時期所實施的交通管制，華江採收費通車，收費標準為：大型車輛10元、小型車輛5元、軍用車輛1元、重型摩托車1元、乙種車輛不收費，並暫准行人及慢車通行。直到1977年7月1日起，華江橋才停止徵收通行費。
1991年6月，因華江橋橋梁高度低於台北地區防洪計畫二百年頻率的防洪水位，唯恐影響淡水河洩洪功能，而進行拓寬改建，並於1996年9月完工。
橋梁附近有華江雁鴨自然保育公園（華江水鳥保育區，鄰近臺北市野雁保護區），可觀察雁鴨的自然生態。另為紓解台北、板橋間的交通壅塞，政府在華江橋與光復橋間已興建跨越新店溪的華江二號橋，又名萬板大橋（原西藏大橋）。

## 設計
1996年9月改建成今貌的華江橋，主橋9跨10墩，長540公尺，寬32.5公尺，台北市端引橋 240 公尺，板橋端引橋 573.8 公尺，採3跨連續鋼床鈑箱型梁橋，最大跨徑60公尺，而引橋則為箱型鋼梁及PC梁構造，長1,167公尺。

## 鄰近設施
- 臺北市立華江國小
- 臺北市立龍山國小
- 新北市江翠國小
- 萬華區公所
- 華江雁鴨公園
- 龍山寺
- 中國時報和平大樓(240號)
- 捷運龍山寺站
- 捷運江子翠站